# Belleville-et-Châtillon-sur-Bar
Belleville-et-Châtillon-sur-Bar è un comune francese di 243 abitanti situato nel dipartimento delle Ardenne nella regione del Grand Est.

## Storia

### Simboli
Lo stemma è stato adottato il 27 dicembre 2000.

## Società

### Evoluzione demografica
Abitanti censiti